# Területenkívüliség
A területenkívüliség vagy exterritorialitás fogalmát a 17. század elejétől kezdték alkalmazni a diplomaták különleges jogi helyzetére vonatozó jogszabályok összességének jelölésére.
A kifejezés Hugo Grotiustól származik. A háború és béke joga című könyvének a követségekről szóló fejezetében kifejtette, hogy a követet különleges helyzete kiemeli a helyi jog hatálya alól; úgy kell tekinteni, mintha nem is tartózkodna az idegen állam területén.  
Grotius ezt az elvet hasonlatként, átvitt értelemben alkalmazta, de a későbbi századokban gyakran szó szerinti értelemben használták, azaz úgy tekintették, hogy a követség épülete nem a fogadó állam területén van, hanem a küldő állam részét képezi. 
A 20. században a diplomáciai jogban általánossá vált az a felfogás, amely szerint nem területenkívüliségről, hanem eljárási mentességről kell beszélni, amit a diplomáciai mentességek és kiváltságok szabályai tartalmaznak.

## Forrás
- ↑ Diplex: Hajdu, Gyula (szerk). Diplomáciai és nemzetközi jogi lexikon, Második, teljesen átdolgozott kiadás, Budapest: Akadémiai (1967)